# Bia Thiết Cảng
Bia Thiết Cảng là một bia đá cổ nằm giữa cột cây số 27 - 28 Hà Nội - Vinh, bên trục đường Quốc lộ 1, đoạn thuộc địa phận xã Diễn An, huyện Diễn Châu, tỉnh Nghệ An. Bia được viết bằng chữ Hán, được dựng lên từ giữa thế kỷ XIX. Tấm bia mang tên "Thiết Cảng" (Kênh Sắt) do hoàng đế Thiệu Trị ngự chế.

## Hoàn cảnh ra đời
Cuối năm 1842, sau khi hoàn thành lễ thụ phong tại Hà Nội, vua Thiệu Trị cùng quần thần trở về kinh đô Huế. Khi đi qua con kênh Sắt thuộc địa phận xã Diễn An huyện Diễn Châu, tỉnh Nghệ An ngày nay, nhà vua nhớ lại huyền tích năm nào liền ngự chế bài thơ "Thiết cảng" ca ngợi phong cảnh cũng như nhắc lại sự tích kì bí cho khắc lên bia đá đặt tại bờ Đông con kênh Sắt tại xã Tập Phúc, huyện Đông Thành nay là xã Diễn An, huyện Diễn Châu, tỉnh Nghệ An.

## Đặc điểm văn bia
Tấm bia có khổ 63x106 cm, trán bia hình bán nguyệt điêu khắc hình đầu rồng, xung quanh là hình các đám mây vân vũ. Xung quanh viền bia chạm hoa lá trông rất uyển chuyển và thanh thoát. Đế bia hình chữ nhật bằng phẳng. Tất cả đều mang dấu ấn đậm nét của văn bia thời Nguyễn sơ. Lòng bia Thiết cảng khắc một bài thơ thất ngôn bát cú Đường luật xen lẫn với lời chú thích về các sự kiện có liên quan. Phần thơ được khắc cỡ chữ to còn phần chú khắc chữ nhỏ. Phần đầu gồm 2 cầu đề và 2 câu thực, tiếp theo sau là lời chú thích về sự tích hình thành cũng như nguồn gốc tên gọi con kênh Sắt. Phần 2 là 2 câu luận và lời chú về hiện trạng con kênh. Phần 3 là 2 câu kết và câu cuối của phần chú thích. Phần cuối cùng ghi thời gian lập văn bia vào ngày tốt tháng chạp niên hiệu Thiệu Trị thứ 2 (Thiệu Trị nhị niên thập nhị nguyệt cát nhật) và câu chú cho biết văn bia do chính tay vua Thiệu Trị soạn (ngự chế thi nhất thủ). Tất cả văn bia gồm 14 dòng, 286 chữ.

## Nội dung văn bia
Nguyên văn chữ Hán:
鐵港
縈回小澗萬峰中/聞道前人藉化公/鐵穴山腰留爛石/天威港口淺流通.史記:
唐時高駢為安南都護.駢使林諷嶺眾疏鑿此港以便漕運.至興元縣,山岡亂石, 人工推折殆,欲中止.時,五月,忽當晝,雷震數百聲打碎其亂石.尚遺一巨石.眾工 亦力不能施悉成港道.六月,聞雷復大震將巨石一時碎裂,港道乃成.時人稱為 天威港.港之西是鐵穴山,故有名鐵港. 玄微莫狀神機異/平坦尤徵世道
隆.相傳此港道因有江河引流通之嶺岫隨勢鑿之,自河內可通乂安以南.今則 相來田疇涵蓄貲農.若於山下縈紆則浮沙日壅以成平地.似乎天意,漕運有方, 設險有所,居中禦外不可通達如初.玄妙機緘亦為可知.玆因,事以理,論之怪異 之事.
耳食之言 隴蜀崤函無二此/搬耡趙楚妙何窮.
未足信也
紹治二年十二月吉日.	恭鑴 禦製詩一首 
Phiên âm:
Thiết Cảng
Oanh hồi tiểu giản vạn phong trung
Văn đáo tiền nhân tạ hóa công
Thiết Huyệt sơn yêu lưu lạn thạch
Thiên Uy cảng khẩu thiển lưu thông.
Sử ký Đường thời Cao Biền vi An Nam đô hộ. Biền sử Lâm Phúng lĩnh chúng sơ tạc thử cảng dĩ tiện tào vận. Chí Hưng Nguyên huyện, sơn cương loạn thạch, nhân công thôi chiết đãi, dục trung chỉ. Thời, ngũ nguyệt, hốt đương trú, lôi chấn số bách thanh đả toái kỳ loạn thạch. Thượng di nhất cự thạch. Chúng công diệc lực bất năng thi tất thành cảng đạo. Lục nguyệt, văn lôi phục đại chấn tương cự thạch nhất thời toái liệt, cảng đạo nãi thành. Thời nhân xưng vi Thiên Uy cảng. Cảng chi tây thị Thiết Huyệt sơn. Cố hữu danh Thiết Cảng. Huyền vi mạc trạng thần cơ dị/ Bình thản vưu trưng thế đạo long. Tương truyền thử cảng đạo nhân hữu giang hà dẫn lưu thông chi Lĩnh Tụ tùy thế tạc chi, tự Hà Nội khả thông Nghệ An dĩ nam. Kim tắc tương lai điền trù hàm súc ti nông. Nhược ư sơn hạ oanh hu tắc phù sa nhật ủng dĩ thành bình địa. Tự hồ thiên ý, tào vận hữu phương, thiết hiểm hữu sở, cư trung ngự ngoại bất khả thông đạt như sơ. Huyền diệu cơ giam diệc vi khả tri. Tư nhân: sự dĩ lý, luận chi quái dị chi sự.
Nhĩ thực chi ngôn Lũng Thục hào hàm vô nhị thử/ Ban sừ triệu sở diệu hà cùng.
Vị túc tín dã.
Thiệu Trị nhị niên thập nhị nguyệt cát nhật. Cung huề
Ngự chế thi nhất thủ.
Dịch nghĩa:
Tiểu dẫn:
Sử chép: Thời Nhà Đường Cao Biền làm Đô hộ sứ nước ta. Biền sai Lâm Phúng bắt dân ta đào con kênh này tạo luồng vận chuyển đường thủy. Khi đào tới phần đất thuộc huyện Hưng Nguyên, sườn núi loạn đá, công nhân bị đẩy tới đó đều chết yểu, muốn dừng lại giữa chừng thì tháng 5 năm ấy, vào ban ngày bỗng nghe hàng trăm tiếng sấm đánh nổ tan những tảng đá ấy. Nhưng hãy còn một tảng đá lớn, bọn công nhân không đủ sức thi công hoàn tất tạo thành dòng kênh. Sang tháng 6, lại một tiếng nổ lớn, tức thì tảng đá nổ tung, mới thành cảng đạo (dòng kênh). Thời ấy, người xưng là "Cảng Thiên Uy". Phía Tây cảng là Mỏ Sắt, nên còn có tên là "Kênh Sắt".
Tương truyền: Dòng kênh này là theo những lạch sông ngòi có sẵn dựa vào thế chân núi mà đào từ Hà Nội đến Nghệ An rồi vào Nam. Nay thì ruộng lúa của nông dân bao quanh chân núi hàng ngày phù sa bồi tắc đã thành bình địa. Tựa hồ ý trời, vận chuyển trên sông nước có phương, nguy hiểm có chỗ, chiếm trong che ngoài, không thể thông suốt như trước nữa. Những điều máy móc của lẽ huyền vi cũng có thể biết, nay nhân, sự lấy lẽ, luận cái điều quái dị của sự, những điều nghe lỏm không đủ để tin vậy.
Thiệu Trị Năm thứ 2 (1842), tháng 12, ngày tốt
Cung kính khắc
Một bài thơ ngự chế